# بروک کندی
بروک داین کندی (به انگلیسی: Brooke Dyan Candy؛ زادهٔ ۲۰ ژوئیهٔ ۱۹۸۹) رپر، خواننده-ترانه‌پرداز و تتوکار اهل ایالات متحده آمریکا است. بزرگ شده در حومه شهر لس آنجلس، فرزند تام کندی، مدیر ارشد مالی سابق برای مجله هاستلر، بروک بعد از ایفای نقش در موزیک ویدیو گرایمز برای آهنگ «پیدایش» (۲۰۱۲) به شهرت رسید، که به‌طور آنلاین وایرال شد. در ادامه موفقیت‌های وی، وضعیت کندی در صحنه زیرزمینی بالا رفت که او شروع به منتشر کردن آهنگای خودش کرد: «به من بدهید» (۲۰۱۲)، «هرکس این کار را می‌کند» (۲۰۱۳) و «می‌خواهم همین الان تو را به فاک بدهم» (۲۰۱۳). در سال ۲۰۱۴ او قرارداد با آرسی‌ای را امضا کرد و دیبوت تک‌آهنگ برچسب اصلی خود را به نام «کدورت» منتشر کرد، همراه با مشایعت یک ئی‌پی با همان نام در ۶ مه سال ۲۰۱۴. بعدها، او در فهرست کلمبیا رکوردز انگلستان عضو شد. که هردو بخشی از سونی موزیک هستند.
آلبوم دیبوت کنسل شده کندی، مسائل مربوط به ددی، در اصل برای سال ۲۰۱۵ تعیین شده بود، اما در سری ای از تاخیرها دیده شد.

## اوایل زندگی
بروک کندی در آکسنارد، کالیفرنیا زاده شد و در حومه شهر لس آنجلس، آگورا هیلز بزرگ شد. وی دارای نژاد ایتالیایی و یهودی است. والدین بروک وقتی او هشت ساله بود از هم جدا شدند. مادر وی یک پرستار کودک بود.

## زندگی شخصی
کندی آشکاراً همه‌جنس‌گرا است. وی چندین تتو دارد، که از بین آن‌ها می‌توان از «گوتی» نام برد که بر روی ساعدش تتو شده‌است و برای احترام بر جان گوتی آن را تتو کرده‌است. وی همچنین نام توله سگ خودرا از روی ایشان برداشته‌است.
وی با هم‌اتاقی خود ست پرت اوایل آغاز حرفهٔ خود زندگی کرده‌است. وی در سال ۲۰۱۹ با تتوکار کایل انگلند ازدواج کرد. این دو زمانی که کندی او را اجیر کرد تا تتوکارش شود ملاقات کردند. وی اظهار داشته که ایشان نظرش را راجع‌به «روابط و تک‌همسری» دگرگون کرده‌است. همچنین کندی میزبان یک وبلاگ اختصاص داده شده به عکاسی نیز می‌باشد.

## جایزه‌ها و نامزدی‌ها
| سال  | جوایز                    | کار       | دسته‌بندی           | نتیجه    |
| ---- | ------------------------ | --------- | ------------------ | -------- |
| ۲۰۱۴ | یوکی موزیک ویدیو آواردز  | «توانگری» | بهترین طراحی ظاهری | برنده    |
| ۲۰۱۹ | برلین موزیک ویدیو آواردز | «سکس من»  | بهترین پویانمایی   | نامزدشده |

## ترانه‌شناسی
- سکسورسیسم (۲۰۱۹)
- سرزمین آبنبات (۲۰۲۴)
- مارپیچ (۲۰۲۴)

## تورها

#### خواننده اول
- تور مرا ببند (۲۰۱۸)[۶]
- تور فاحشه (۲۰۱۹)[۷]
- تور سکسورسیسم (۲۰۱۹)[۸]

#### پشتیبانی
- چارلی ایکس‌سی‌ایکس - تور فرشته شماره ۱ (۲۰۱۷)
- لیزو - تور احساس خوب جهنمی (۲۰۱۷)[۹]
- کاپ‌کیک - تور افورایز (۲۰۱۸)
- چارلی ایکس‌سی‌ایکس - تور زندهٔ چارلی (۲۰۱۹)

#### تبلیغاتی
- تور تبلیغاتی کدورت ایالات متحده (۲۰۱۴)[۱۰]
- تور آسیا ۱۸ (۲۰۱۸)

#### مهمان
- آزلیا بنکس - مرمید بال (۲۰۱۱)